# Prinz-Max-Palais

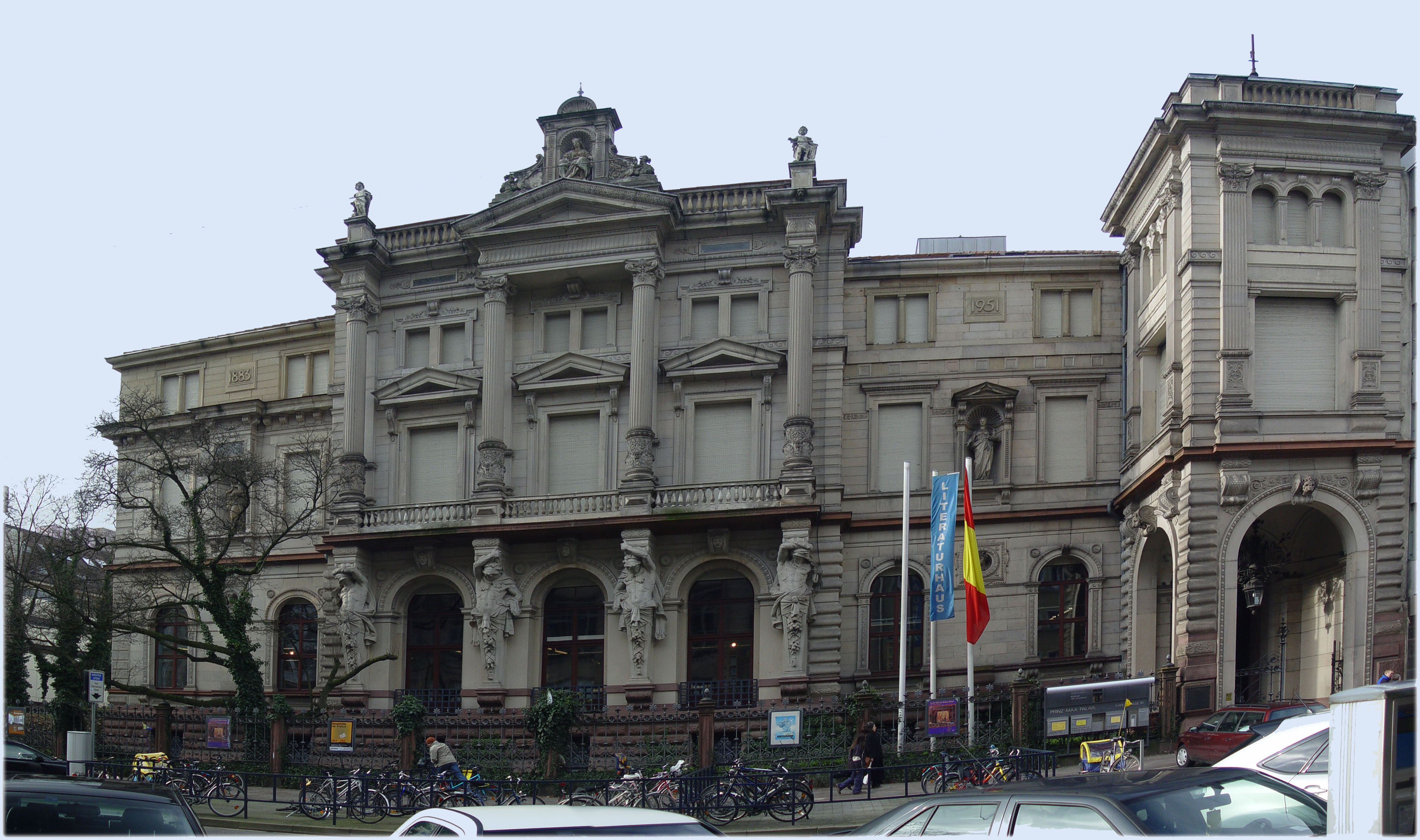
Faţada Prinz-Max-Palais

Prinz-Max-Palais este o clădire, construită între 1881 și 1884 în Karlsruhe. Ea este numită după Principele Max von Baden, ultimul cancelar al imperiului german.

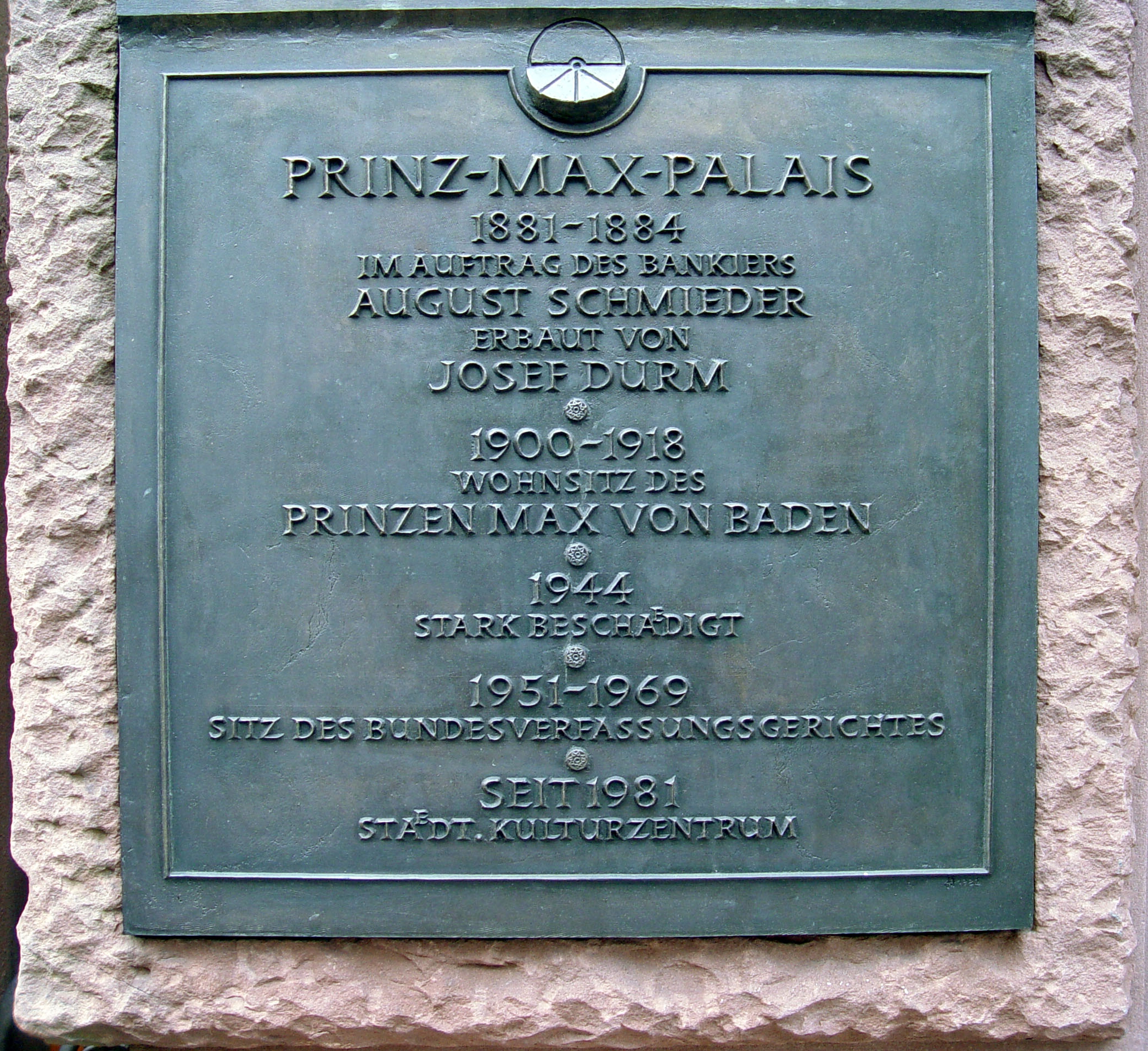
Placa comemorativă de pe Prinz-Max-Palais